# Coriosolis
 (janvier 2024).
Si vous disposez d'ouvrages ou d'articles de référence ou si vous connaissez des sites web de qualité traitant du thème abordé ici, merci de compléter l'article en donnant les références utiles à sa vérifiabilité et en les liant à la section « Notes et références ».
Coriosolis est le Centre d'Interprétation du Patrimoine de la Communauté de communes Plancoët-Plélan. Il s'agit d'un musée et centre culturel ouvert en janvier 2014 dans la commune de Corseul.

## Histoire
En 1957, le docteur Guidon fonde la Société archéologique de Corseul la Romaine. Vingt ans plus tard, un musée est créé au deuxième étage de la mairie. Il présentait des objets issus des fouilles menées par les archéologues et par Monsieur Ricordel et ses élèves. Le centre Coriosolis proprement dit ouvre en janvier 2024 dans Corseul, la capitale gallo-romaine des Coriosolites. Il est situé dans l’ancienne école publique de la commune datant du XIXe siècle, rue César Mulon.

## Activités culturelles
Coriosolis est un espace muséographique sur l'histoire de l’époque contemporaine à la Préhistoire. Il a pour missions la médiation, la pédagogie, la conservation, la mise en valeur, la production culturelle et la diffusion des richesses historiques, culturelles, industrielles et naturelles du territoire de la Communauté de Communes, mais aussi des territoires voisins (Territoire intercommunal entre Granit et Émeraude). Coriosolis dispose d'une collection archéologique, d'objets interactifs et de maquettes qui retracent l'histoire de la cité gallo-romaine. Il est doté d'une salle de réalité virtuelle qui place les visiteurs dans le temple de Mars. En face de Coriosolis se trouvent par ailleurs les vestiges de la domus du Clos-Mulon, une demeure des notables locaux datant de l'époque gallo-romaine.

## Évènements
Plusieurs événements sont organisés tout au long de l'année : la nuit des musées à Coriosolis, les Journées Européennes de l'Archéologie, les dimanches d'été de Coriosolis, Les Journées Européennes du Patrimoine, divers spectacles avec des troupes de reconstitution historique (comme les dimanches 31 juillet et 7 août 2002 quand la confrérie de la Corneille est venue présenter au public un spectacle de gladiateurs dans le cadre du programme estival De la culture et des jeux), de l'artisanat, des jeux et des ateliers (notamment les Anima'vacs qui initient les enfants à l'archéologie et à l'Antiquité pendant les vacances scolaires).

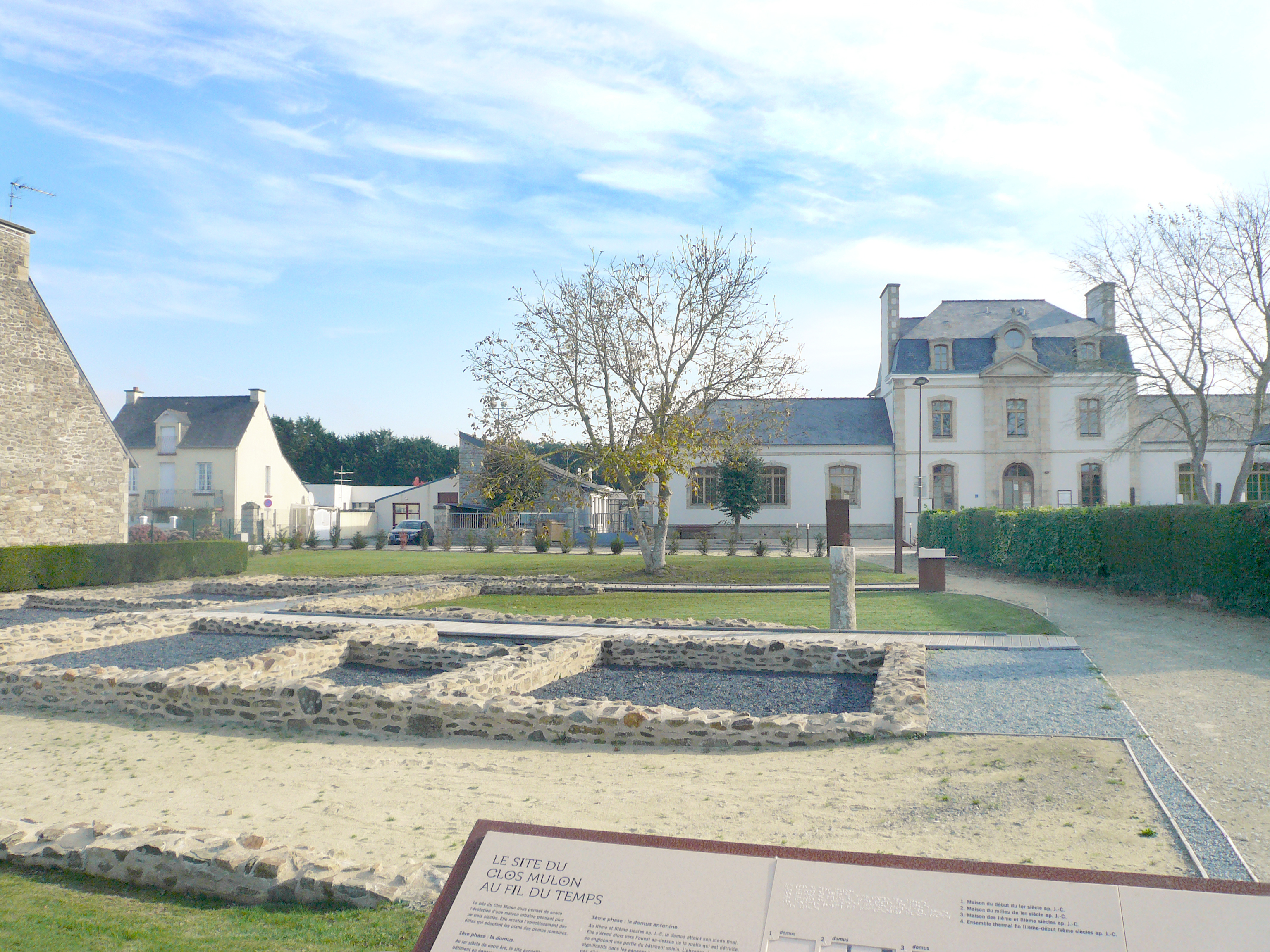
Le site du Clos Mulon avec Coriosolis en arrière-plan.
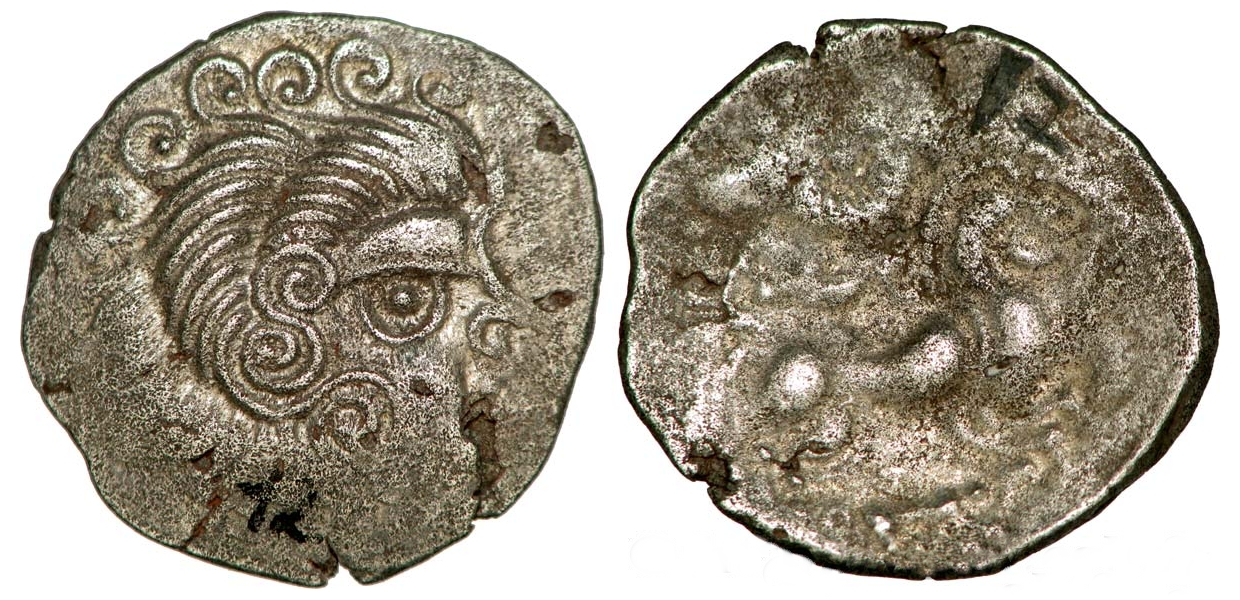
Pièces gauloises Coriosolites statère de Trébry.